# آموزش مهندسی

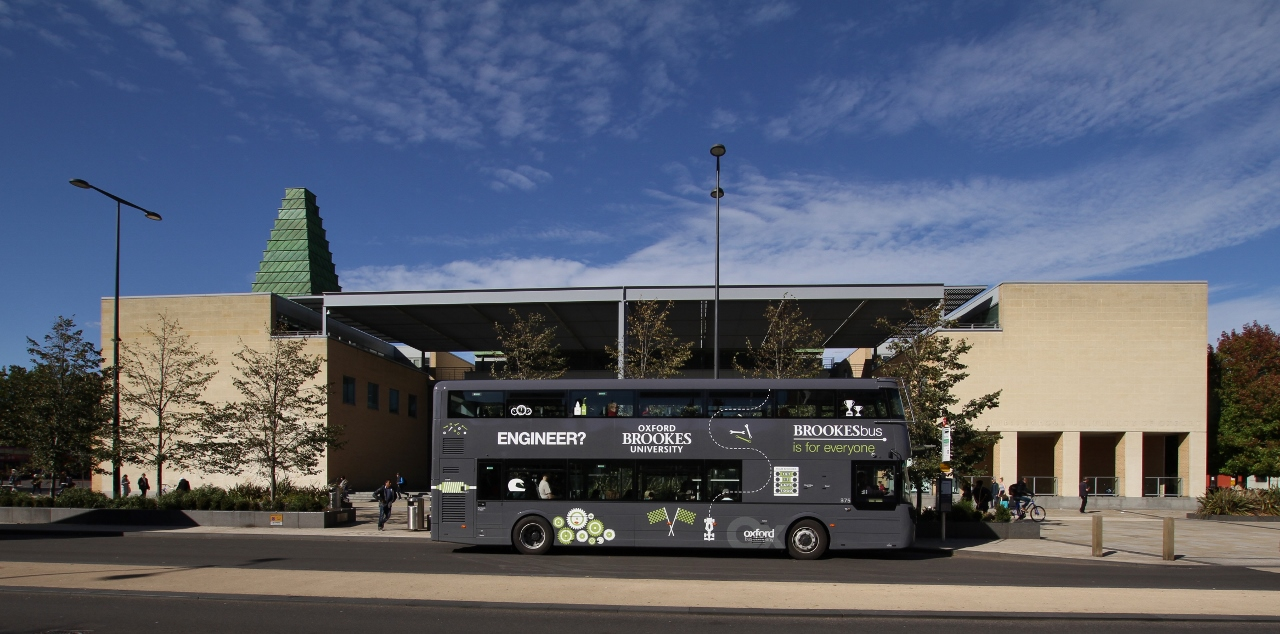
آموزشگاه مهندسی

آموزش مهندسی (انگلیسی: Engineering education) یا تحصیلات مهندسی، به دوره‌های آموزش تکمیلی و پیشرفته مهندسی اطلاق می‌شود، که پس از دریافت مدرک دانشگاهی کارشناسی یا کارشناسی ارشد، در یکی از شاخه‌های مهندسی، آغاز می‌شود و تا تبدیل شدن به یک مهندس حرفه ای، ادامه می‌یابد. دریافت مجوزهای مهندسی حرفه‌ای اغلب مستلزم حضور در دوره‌های آموزشی تحت نظارت و با دریافت نمره قبولی در امتحانات پایانی همراه می‌باشد. طول دوره‌های آموزش به عنوان یک مهندس حرفه‌ای پایه، به‌طور میانگین ۸ تا ۱۲ سال است. در ایالات متحده رشته‌های مهندسی مکانیک، مهندسی صنایع، مهندسی کامپیوتر و مهندسی برق بالاترین متقاضیان آموزش‌های مهندسی را در میان رشته‌های دانشگاهی، دارا می‌باشند.